# Carlotta Maggiorana
Carlotta Maggiorana, née le 3 janvier 1992 à Montegiorgio, est une actrice italienne. Également mannequin, elle est élue Miss Italie le 18 septembre 2018.

## Biographie
| Image externe |                                                   |
|               | Carlotta Maggiorana sur le site de La Repubblica. |

Carlotta Maggiorana naît en 1992 dans la province de Fermo (région des Marches), et vit avec ses parents. En 2002, elle déménage à Rome pour étudier à l'Académie nationale de danse (it).
En 2011, elle débute en tant qu'actrice, jouant des petits rôles dans les films The Tree of Life et I soliti idioti - Il film (it). En 2017, elle joue dans le casting de la dernière émission de la fiction L'onore e il rispetto (it), sur Canale 5.
Le 18 septembre 2018, avec le titre de Miss Marches, elle est élue Miss Italie lors de la finale de la compétition qui s’est tenue à Milan. Elle est la première miss à remporter la victoire alors qu'elle est mariée (depuis 2017 avec Emiliano Pierantoni).
En janvier 2020 elle est candidate de la 4e saison de Grande Fratello VIP.

## Filmographie

### Cinéma
- 2011 : The Tree of Life de Terrence Malick
- 2011 : I soliti idioti - Il film d'Enrico Lando (it)
- 2012 : I 2 soliti idioti d'Enrico Lando
- 2013 : Un fantastico via vai de Leonardo Pieraccioni

### Télévision
- 2012 : S.P.A. – sitcom
- 2017 : L'onore e il rispetto - Ultimo capitolo (série télévisée)

### Vidéoclips
- Behind You de Magdalen Graal (2011)